# NGC 6675
NGC 6675 је спирална галаксија у сазвежђу Лира која се налази на NGC листи објеката дубоког неба.
Деклинација објекта је + 40° 3' 28" а ректасцензија 18h 37m 26,2s. Привидна величина (магнитуда) објекта NGC 6675 износи 12,5 а фотографска магнитуда 13,3. NGC 6675 је још познат и под ознакама UGC 11305, MCG 7-38-13, CGCG 228-19, IRAS 18357+4000, PGC 62149.